# Instytucjonalizacja
Instytucjonalizacja – proces przechodzenia od niesformalizowanych sposobów działania społecznego do uregulowanych, względnie stałych form aktywności, podlegających społecznym sankcjom. Jest to też nadanie charakteru instytucji istniejącym formom działania, dzięki czemu stają się one obowiązujące. Instytucjonalizacja jest jednym z ważniejszych procesów pozwalających regulować życie społeczne.